# 알리야드 SC
알리야드 SC(아랍어: نادي الرياض السعودي)는 사우디아라비아 리야드에 연고를 둔 프로 축구 클럽이다. 현재 사우디 프로페셔널리그(사우디아라비아 프로 축구 1부 리그)에 참가하고 있다. 1953년 알리 알리야드로 설립되었다가 알야마마로 사명을 변경하고 마지막으로 알리야드로 변경했다. 축구팀으로 가장 잘 알려진 알리야드는 다른 스포츠에도 스쿼드를 운영하고 있다.
알리야드는 1994년 사우디 크라운 프린스컵에서 우승했다. 1994년에는 사우디 프로페셔널리그에서 준우승을 차지했지만, 상위 리그에서 우승한 적은 없다.
알리야드는 2023년에 사우디 프로페셔널리그로 승격되었다.

## 선수 명단

### 현역
참고: FIFA 자격 규정에 따라 소속된 국가대표팀 국기를 표시합니다. 선수는 복수의 FIFA 비회원국 국적을 가지고 있을 수 있습니다.
| 번호 | 포지션 | 국적 | 이름        |
| ---- | ------ | ---- | ----------- |
| 5    | DF     |      | 요안 바벳   |
| 43   | MF     | 가나 | 버나드 멘사 |

| 번호 | 포지션 | 국적 | 이름        |
| ---- | ------ | ---- | ----------- |
| 99   | MF     |      | 에네스 살리 |

## 역대 감독
| 감독                  | 임기 |
| --------------------- | ---- |
| 아르투르 베르나르지스 | 1996 |